# Marina Guerola
Marina Guerola és una actriu nascuda a Xàtiva (la Costera) el 1997.

## Trajectòria
Marina va començar des de molt petita en el món artístic tocant el saxofon, en 2016 acaba els estudis en el Conservatori Professional d'Oriola. En 2020 es gradua en la Escola Superior d'Art Dramàtic de Múrcia.
El 2024 estrena en el marc del Festival Internacional de Cinema de Sant Sebastià 2024 en la secció oficial la pel·lícula Los destellos. Pel seu personatge de Madalen va rebre molt bones crítiques de la premsa especialitzada i va ser nominada al Goya a millor actriu revelació. Per aquest mateix paper va rebre la nominació a la millor actriu de repartiment als XII Premis Feroz.